# Cor (arhitectură)

Locul corului (marcat cu o nuanță roșu) într-o biserică în formă de cruce latină. Altarul este marcat cu galben.

Corul este locul din jurul altarului unei biserici medievale, situat în prezbiteriu. Absida semicirculară a edificiului încheie corul. De partea opusă absidei se află nava bisericii, de regulă cu intrarea dinspre vest, astfel încât corul și altarul să fie bine orientate, adică îndreptate spre răsărit (spre est).